# Hjalmar Frisell
Erik Hjalmar Frisell (27. august 1880 i Stömne i Värmland – 27. maj 1967). Slægten er fra Frykerud; faderen var fabriksejer, farfaderen økonomidirektør og fabrikschef på Stömne bruk, oldefaren var regimentsskriver ved Närke-Värmlands regimentet, tipoldefaren gårdejer på Fagerås i Frykerud sogn.
Frisell uddannede sig til artilleriofficer i Uppsala men blev overført til reserven som kaptajn omkring 1910. I 1918 blev han hvervet som chef for den svenske brigade og rejste med de første frivillige til Oulu hvor gruppen blev trænet. Efter operationerne i Tampere, hvor brigaden havde store tab på grund af dårlig udrustning og træning samt dårlig planlægning måtte Frisell afgive befalingen. Ved omorganiseringen af den hvide arme i begyndelsen af april havnede brigaden under Hjalmarsons enhed. Ledelsen af selv brigaden skiftede flere gange (den sidste chef var Allan Winge).
Efter krigen forlod Frisell Sverige og rejste til Kenya i omkring 10 år for at udstikke ruten for en jernbane for den britiske hær. Efter at være kommet tilbage skrev han bl.a. to selvbiografiske bøger om sine år i Afrika. Indtil sin død arbejdede han som forfatter og opfinder i Sverige. Han var gift to gange. Han blev tidligt skilt i det første ægteskab, men fik syv børn.
Han er begravet på Norra Begravningsplatsen i Stockholm.

## Eksterne kilder
- Leva farligt i Afrika
- Libris